# 泰奥多尔·德·邦维尔

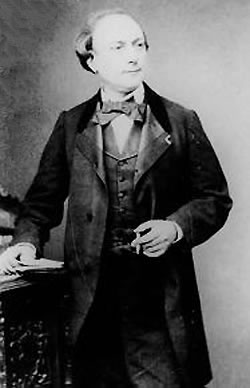
泰奥多尔·德·邦维尔

泰奥多尔·福兰·德·邦维尔（法語：Théodore Faullain de Banville，法語發音：[teɔdɔʁ folɛ̃ də bɑ̃vil] 1823年3月14日—1891年3月13日），法国诗人、作家。

## 生平
生于法国的穆蘭，是一个海军军官的儿子。在巴黎的一所高中毕业后，邦维尔开始文学创作。1842年出版了第一部诗集《人象石柱》，引起当时文学批评者的注意。1846年又出版了第二部诗集《钟乳石》。1857年发表《短歌集》。在同年发表的《奇歌集》里，他大胆的解剖诗体，焕发出极为绚烂的韵脚，受到維克多·雨果和夏尔-奥古斯丁·圣伯夫的赞叹。
他还是一个出色的剧评家和作家。他的韵文喜剧曾在巴黎的法兰西喜剧院上演。邦维尔是个性子随和的人，因此受到巴黎文人们的喜爱。他还为此写了类似《世说新语》的描写巴黎名人轶事的小品文。 1858年他被授予法国荣誉军团勋章，1891年在巴黎去世。

## 作品
邦维尔响应泰奥菲尔·戈蒂耶的号召，反对浪漫主义的哭泣，提倡“为艺术而艺术”。古斯塔夫·朗松在《法国文学史》中对他评价道：“灵魂均衡，没有冷热病，也没有暴风雨，才能中等，没有思想也不需要思想。邦维尔拿声律当弹丸，悠悠然抛着耍巧。他是个妩媚的诗人，并且十分别致。在这个诗迷手里，浪漫主义达到了最煊赫而又无聊的文章游戏的地步。”
他的主要作品有：
诗集：
- 《人象石柱》
- 《钟乳石》
- 《短歌集》
- 《奇歌集》